# Търсенето на Линк
„Търсенето на Линк“ (на английски: Missing Link) е американски стоп-моушън анимационен филм от 2019 г. на режисьора Крис Бътлър, който е сценарист на филма. Филмът е продуциран от „Лайка“ и озвучаващия състав се състои от Хю Джакман, Зоуи Салдана, Дейвид Уолямс, Стивън Фрай, Мат Лукас, Тимъти Олифант, Амрита Ачария и Зак Галифианакис.
Премиерата на филма се състои в Ню Йорк Сити на 7 април 2019 г. и е пуснат по кината в Съединените щати на 12 април 2019 г. Той печели наградата „Златен глобус“ за най-добър анимационен филм, който го прави първият не-компютърен анимационен филм да печели категорията. Той също получава номинация за най-добър анимационен филм в 92-те награди Оскар, но губи от „Играта на играчките 4“.